# Die Sekte (Album)
Die Sekte ist das zweite Album der Rap-Gruppierung Die Sekte. Es erschien am 6. November 2009 über das Independent-Label Sektenmuzik und wurde über Groove Attack vertrieben.

## Hintergrund
Nachdem die Sekte-Mitglieder Sido, B-Tight, Bendt, Collins und Rhymin Simon im Jahr 1999 über das Independent-Label Royal Bunker das erste Sekte-Album namens Sintflows veröffentlichten, folgte 10 Jahre später mit dem Album Die Sekte das zweite Sekte-Album in der Konstellation: Sido, B-Tight, Bendt, Fuhrman, MOK, Tony D und Alpa Gun mit DJ Werd.

## Versionen
Neben der Standard-Version gibt es sowohl eine Premium Edition mit sieben weiteren Liedern auf einer Bonus-CD als auch eine Christmas Edition mit 13 Liedern und einer DVD mit Bonusmaterial. Zudem folgte nach der Indizierung aller drei Versionen die Veröffentlichung einer X Version.

## Titelliste

### Premium Edition
| Standard-Version | CD 2 der Premium Edition |
| --- | --- |
| 1. Alpa Gun, Bendt, Fuhrman, B-Tight, MOK, Sido & Tony D – Hier gehts um Rap – 4:24 2. MOK, Alpa Gun, Tony D, Sido, B-Tight & Fuhrman – Wer ist da? – 3:50 3. Tony D, B-Tight, Alpa Gun, Bendt & Fuhrman – Rockstarz – 3:34 4. Fuhrman, B-Tight, Tony D, MOK, Alpa Gun & Bendt – Kriegstrommel – 3:37 5. Fuhrman, Alpa Gun, Sido, Bendt & B-Tight – Fresse halten! – 4:02 6. Fuhrman, B-Tight, Tony D, Alpa Gun & Bendt – Ding Dong – 5:03 7. Alpa Gun, B-Tight & Sido – Friedhof – 3:25 8. Sido, B-Tight, Alpa Gun, Fuhrman, Bendt & Tony D – Jetzt is aus – 4:20 9. Alpa Gun & MOK – Echte Männer – 3:47 10. Sido, B-Tight, Alpa Gun, Bendt & Fuhrman – Rums im Gesicht – 4:20 11. Alpa Gun, Fuhrman, B-Tight & Tony D – Wir chilln – 4:44 12. B-Tight, Tony D & Fuhrman – Alte Schule – 3:00 13. Sido, MOK, B-Tight & Bendt – Mittelfinga ab – 3:28 14. B-Tight, Alpa Gun, Fuhrman & Bendt – Geht in Deckung – 4:13 15. Fuhrman, Bendt, Alpa Gun & B-Tight – Sekte Gang – 3:34 16. Fuhrman & Tony D – Mörderrap II – 4:31 | 1. B-Tight feat. Calle, Vokalmatador & Collins – Altes Testament – 3:55 2. Fuhrman & Bendt feat. Vokalmatador – Beef statt Peace – 3:41 3. B-Tight feat. Vokalmatador – Es ist nicht leicht – 3:21 4. Sido, Fuhrman & B-Tight feat. Collins – Meine Hood – 5:26 5. A.i.d.S. – A.i.d.S. 2009 – 2:36 6. Alpa Gun, MOK, Bendt, B-Tight & Fuhrman – Wir sind echt – 5:22 7. Fuhrman, MOK, B-Tight, Bendt – Scheiss auf alles – 4:18 |

### Christmas Edition
| Standard-Version | CD 2 der Christmas Edition |
| --- | --- |
| 1. Alpa Gun, Bendt, Fuhrman, B-Tight, MOK, Sido & Tony D – Hier gehts um Rap – 4:24 2. MOK, Alpa Gun, Tony D, Sido, B-Tight & Fuhrman – Wer ist da? – 3:50 3. Tony D, B-Tight, Alpa Gun, Bendt & Fuhrman – Rockstarz – 3:34 4. Fuhrman, B-Tight, Tony D, MOK, Alpa Gun & Bendt – Kriegstrommel – 3:37 5. Fuhrman, Alpa Gun, Sido, Bendt & B-Tight – Fresse halten! – 4:02 6. Fuhrman, B-Tight, Tony D, Alpa Gun & Bendt – Ding Dong – 5:03 7. Alpa Gun, B-Tight & Sido – Friedhof – 3:25 8. Sido, B-Tight, Alpa Gun, Fuhrman, Bendt & Tony D – Jetzt is aus – 4:20 9. Alpa Gun & MOK – Echte Männer – 3:47 10. Sido, B-Tight, Alpa Gun, Bendt & Fuhrman – Rums im Gesicht – 4:20 11. Alpa Gun, Fuhrman, B-Tight & Tony D – Wir chilln – 4:44 12. B-Tight, Tony D & Fuhrman – Alte Schule – 3:00 13. Sido, MOK, B-Tight & Bendt – Mittelfinga ab – 3:28 14. B-Tight, Alpa Gun, Fuhrman & Bendt – Geht in Deckung – 4:13 15. Fuhrman, Bendt, Alpa Gun & B-Tight – Sekte Gang – 3:34 16. Fuhrman & Tony D – Mörderrap II – 4:31 | 1. Sido & B-Tight feat. Calle, Vokalmatador, Collins, Kimba & Rhymin Simon – Altes Testament (RMX) – 6:24 2. Fuhrman & Bendt feat. Vokalmatador – Beef statt Peace – 3:41 3. B-Tight feat. Vokalmatador – Es ist nicht leicht – 3:21 4. Sido, Fuhrman & B-Tight feat. Collins – Meine Hood – 5:26 5. A.i.d.S. – A.i.d.S. 2009 – 2:36 6. Alpa Gun, MOK, Bendt, B-Tight & Fuhrman – Wir sind echt – 5:22 7. Fuhrman, MOK, B-Tight, Bendt – Scheiss auf alles – 4:18 8. B-Tight, MOK, Alpa Gun, Tony D, Bendt & Fuhrman feat. Collins – Fick dein Battle! – 3:29 9. MOK, Alpa Gun, Sido, Bendt, Fuhrman, Tony D & B-Tight – Merkst dus nich? – 3:44 10. B-Tight, Sido, MOK & Alpa Gun feat. Vokalmatador, Collins & Greckoe – Süsses oder Saures – 3:57 11. MOK, Alpa Gun, Sido, Bendt, Fuhrman & B-Tight – Haze – 3:36 12. B-Tight – Ratten – 2:49 13. Alpa Gun feat. Azrail & Diloman – Hört – 3:50 |

### X Edition
| X Edition |
| --- |
| 1. Tony D, B-Tight, Alpa Gun, Bendt & Fuhrman – Rockstarz – 3:34 2. Fuhrman, Alpa Gun, Sido, Bendt & B-Tight – Fresse halten! – 4:02 3. Alpa Gun & MOK – Echte Männer – 3:47 4. Alpa Gun, Fuhrman, B-Tight & Tony D – Wir chilln – 4:44 5. B-Tight, Tony D & Fuhrman – Alte Schule – 3:00 6. Fuhrman & Tony D – Mörderrap II – 4:31 7. Sido & B-Tight feat. Calle, Vokalmatador, Collins, Kimba & Rhymin Simon – Altes Testament (RMX) – 6:24 8. Fuhrman & Bendt feat. Vokalmatador – Beef statt Peace – 3:41 9. B-Tight feat. Vokalmatador – Es ist nicht leicht – 3:21 10. Sido, Fuhrman & B-Tight feat. Collins – Meine Hood – 5:26 11. A.i.d.S. – A.i.d.S. 2009 – 2:36 12. Fuhrman, MOK, B-Tight, Bendt – Scheiss auf alles – 4:18 13. B-Tight, MOK, Alpa Gun, Tony D, Bendt & Fuhrman feat. Collins – Fick dein Battle! – 3:29 14. MOK, Alpa Gun, Sido, Bendt, Fuhrman, Tony D & B-Tight – Merkst dus nich? – 3:44 15. B-Tight, Sido, MOK & Alpa Gun feat. Vokalmatador, Collins & Greckoe – Süsses oder Saures – 3:57 16. MOK, Alpa Gun, Sido, Bendt, Fuhrman & B-Tight – Haze – 3:36 17. B-Tight – Ratten – 2:49 18. Alpa Gun feat. Azrail & Diloman – Hört – 3:50 |

## Produktion
Bis auf den Song Mittelfinga ab, erstellt von B-Tight, wurden alle Beats der Standard-Version von Beste Beatz produziert. Die Beats der Christmas Edition wurden von Beste Beatz, Kaso Keys, Mikill Mike, DJ Desue, Tango & Cash, Sido und B-Tight produziert. Alle Scratches auf dem Album wurden von DJ Werd beigesteuert. Die Produktion des Albums zog sich über einen Zeitraum von circa drei Monaten.

## Gastbeiträge
Auf der Zusatz-CD der Christmas Edition traten erstmals seit den Sekte-Anfängen die Rapper Calle, Collins, Kimba, Rhymin Simon und Vokalmatador neben der neuen Sekte-Konstellation in Erscheinung. Auch der Rapper Greckoe ist auf einem Song vertreten.

## Musikvideo
Eine Videoauskopplung des Albums erschien zu dem Song Rockstarz.

## Illustration
Das Cover des Albums zeigt zentriert auf schwarzem Hintergrund in der Farbe rot den horizontalen Schriftzug Die Sekte. Die Premium-Edition erschien mit Ausnahme eines grau-weißen Hintergrunds mit dem gleichen Design. Das Design der Christmas Edition kommt mit einem weißen Die Sekte-Schriftzug auf blauem Hintergrund daher. Des Weiteren ziert das Cover ein Schneemann und Weihnachtssterne. Die X Version wiederum hat das Design der Premium Edition mit einem roten „X“ unter dem Die Sekte-Schriftzug.

## Charts und Chartplatzierungen
| ChartsChartplatzierungen | Höchstplatzierung | Wochen |
| ------------------------ | ----------------- | ------ |
| Deutschland (GfK)        | 59 (1 Wo.)        | 1      |
| Schweiz (IFPI)           | 71 (1 Wo.)        | 1      |

## Indizierung
Die Bundesprüfstelle für jugendgefährdende Medien unterzog das Album einer Prüfung und beschloss, es mit Wirkung zum 30. Juli 2010 auf den Index zu setzen. Betroffen war sowohl die Standard- und die Premiumversion als auch die Christmas Edition. Als Reaktion erschien am 29. Oktober 2010 Die Sekte X mit 18 Liedern der Standard-Version und der Christmas Edition.